# Finnország hadereje
Finnország hadereje (finn: Puolustusvoimat, svéd: Försvarsmakten) az ország reguláris fegyveres ereje, fő feladata Finnország katonai védelme. A 18 és 60 év közötti férfiak kötelező katonai szolgálatán alapul, de van lehetőség a polgári szolgálatra is, a nők önként jelentkezhetnek. A hadsereg szárazföldi, tengeri és légi erőkből áll. Háború idején a Finn Határőrség (amely békeidőben saját katonai egység) a finn védelmi erők részévé válik.
2022-ben feladva addigi semleges státuszát, Finnország felvételét kérte a NATO-ba, és 2023 április 4-én a védelmi szövetség teljeskörű tagjává is vált. 

## Finnországhaderejének néhány összefoglaló adata
- Katonai költségvetés: 2,6 milliárd USD a GDP 1,4%-ka 2004-ben.
- Teljes személyi állomány: 31 850 fő (15 500 fő sorozott, 500 fő nő)
- Aktív állomány: 21 500 fő [2]
- Szolgálati idő: 8-9 hónap
- Tartalékos: 227 500 fő [2]
- Paramilitáris erők: 2700 fő [2]
- Mozgósítható lakosság: 1 226 890 fő, ebből 1 013 961 fő alkalmas katonai szolgálatra.

### Finn egységek állomásozása a világban

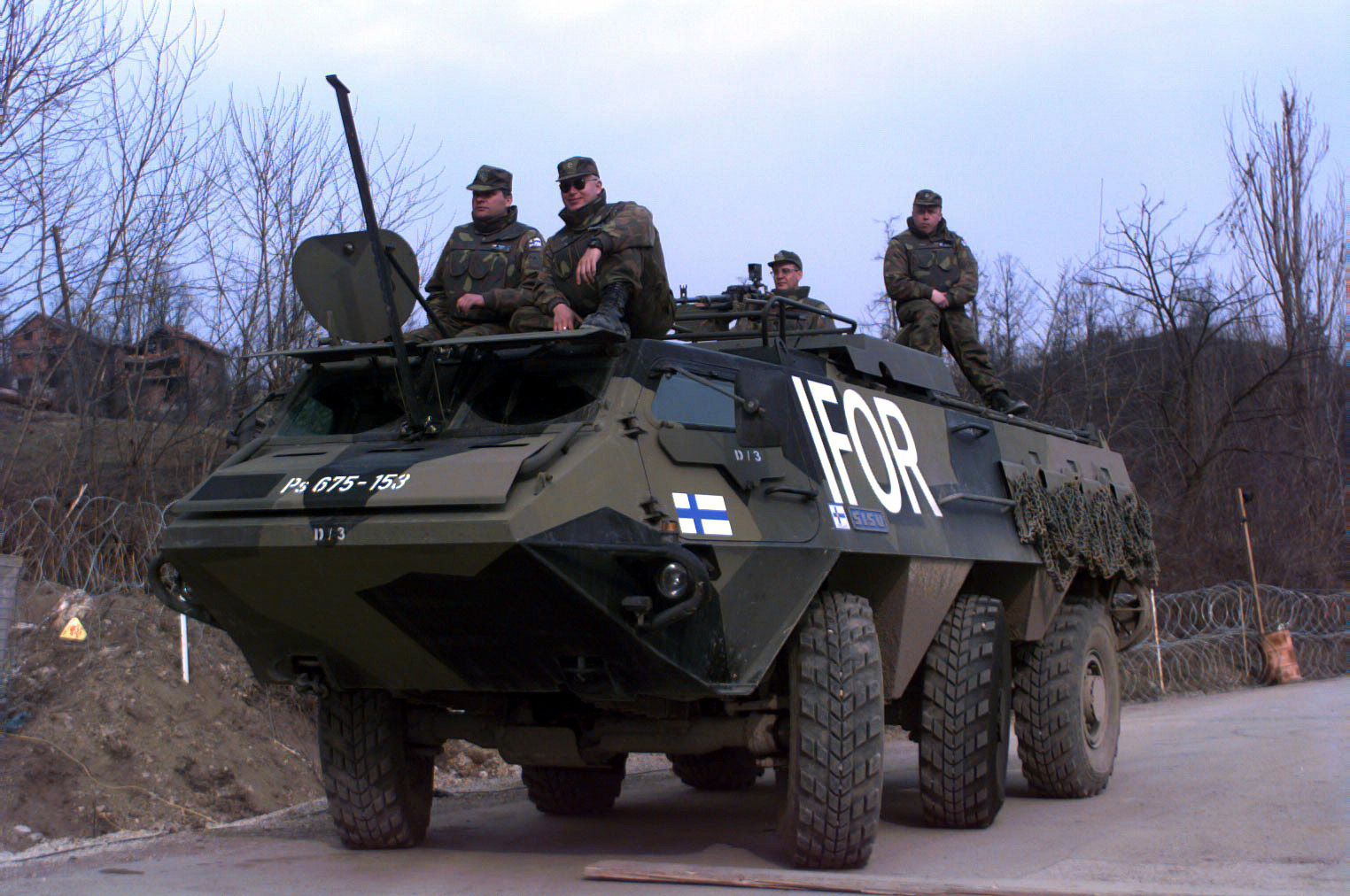
A finn Sisu XA-180 IFOR kötelékben

- Bosznia-Hercegovina (EUFOR)
- Koszovó: 700 fő (KFOR), 2 civil rendőr (UNMIK)
- Ciprus: 3 fő (UNFICYP)
- Libéria: 2 fő (UNMIL)
- Egyiptom,  Izrael,  Libanon és  Szíria: 15 fő (UNTSO)
- Etiópia és  Eritrea: 60 fő (UNMEE)
- India és  Pakisztán: 45, + 70 fő (UNMOGIP)
- Libanon: 250 fő (UNIFIL)

## Szárazföldi erő

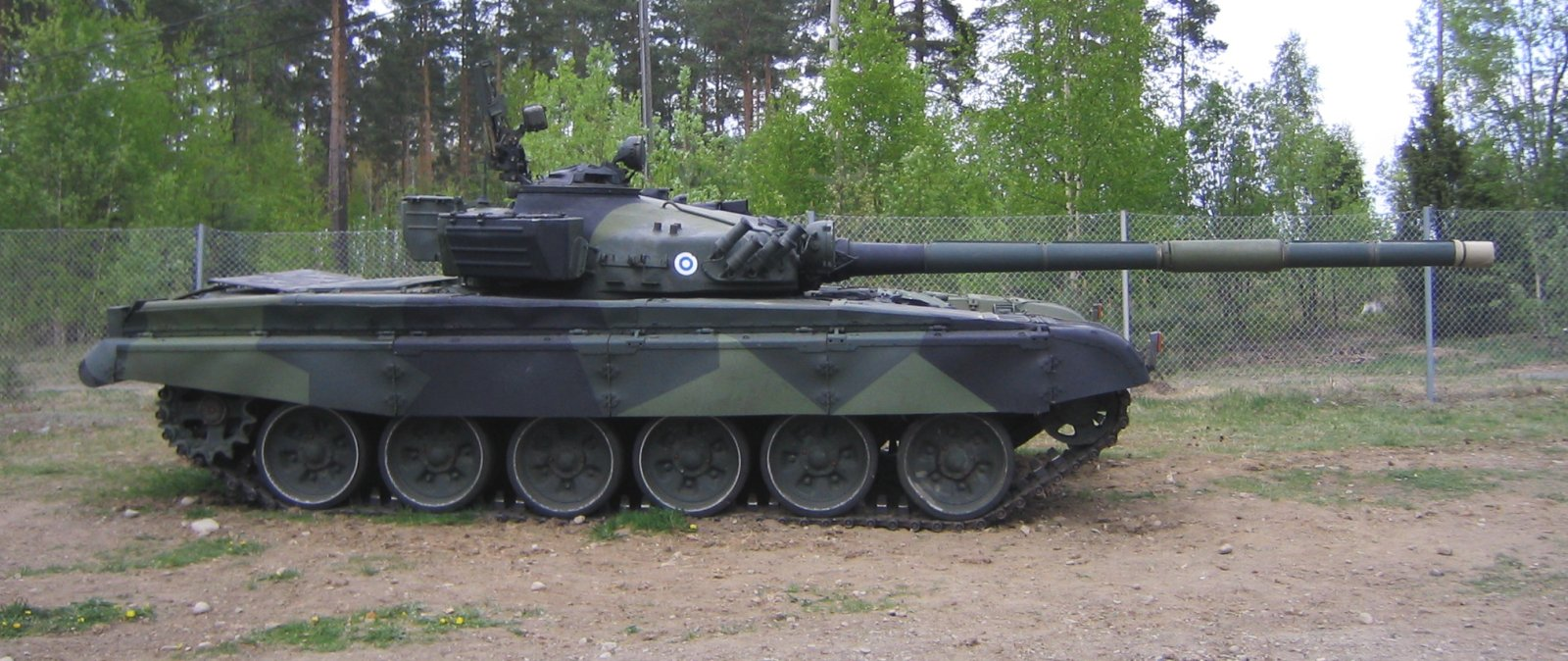
Finn T–72-es.

Állománya: 24 550 fő

### Szervezete
- 3 katonai parancsnokság
- hadtest: 2 páncélosdandár, 2 vadászdandár, 7 gépesített dandár
- hadtest: 3 vadászdandár
- hadtest: 4 vadászdandár, 4 gépesített dandár

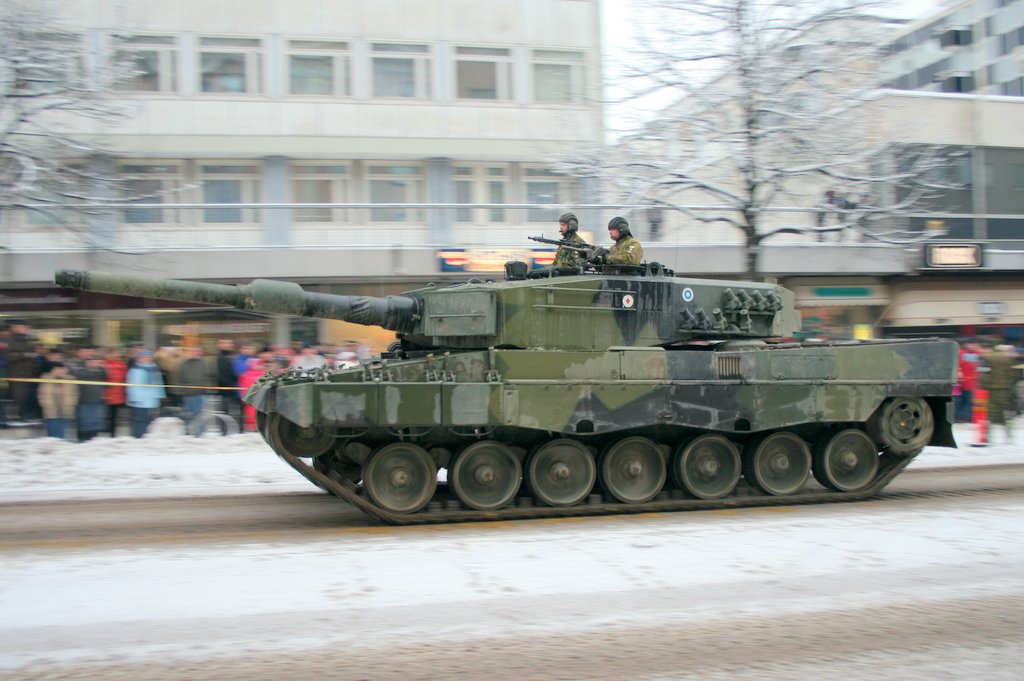
Finn Leopard 2A4 2005-ben.

- 1 légvédelmi ezred
- 16 műszaki ezred

### Fegyverzete
Járművek
- 124 db Leopard 2A4 harckocsi
- 195 db T–72M1 harckocsi
- 80 db T–55M harckocsi
- 165 db BMP–1
- 125 db BMP–2
- 102 db CV–9030 FIN
- 50 db BTR–50PK
- 220 db MT–LBV
- 117 db BTR–60PB
- 455 db Sisu XA (XA-180/XA-185/XA-203) "Pasi" (Patria)
- 8x8 Patria AMV (62 db NSZV-12 7 gépfegyver, 24 db 120 mm-es AMOS)

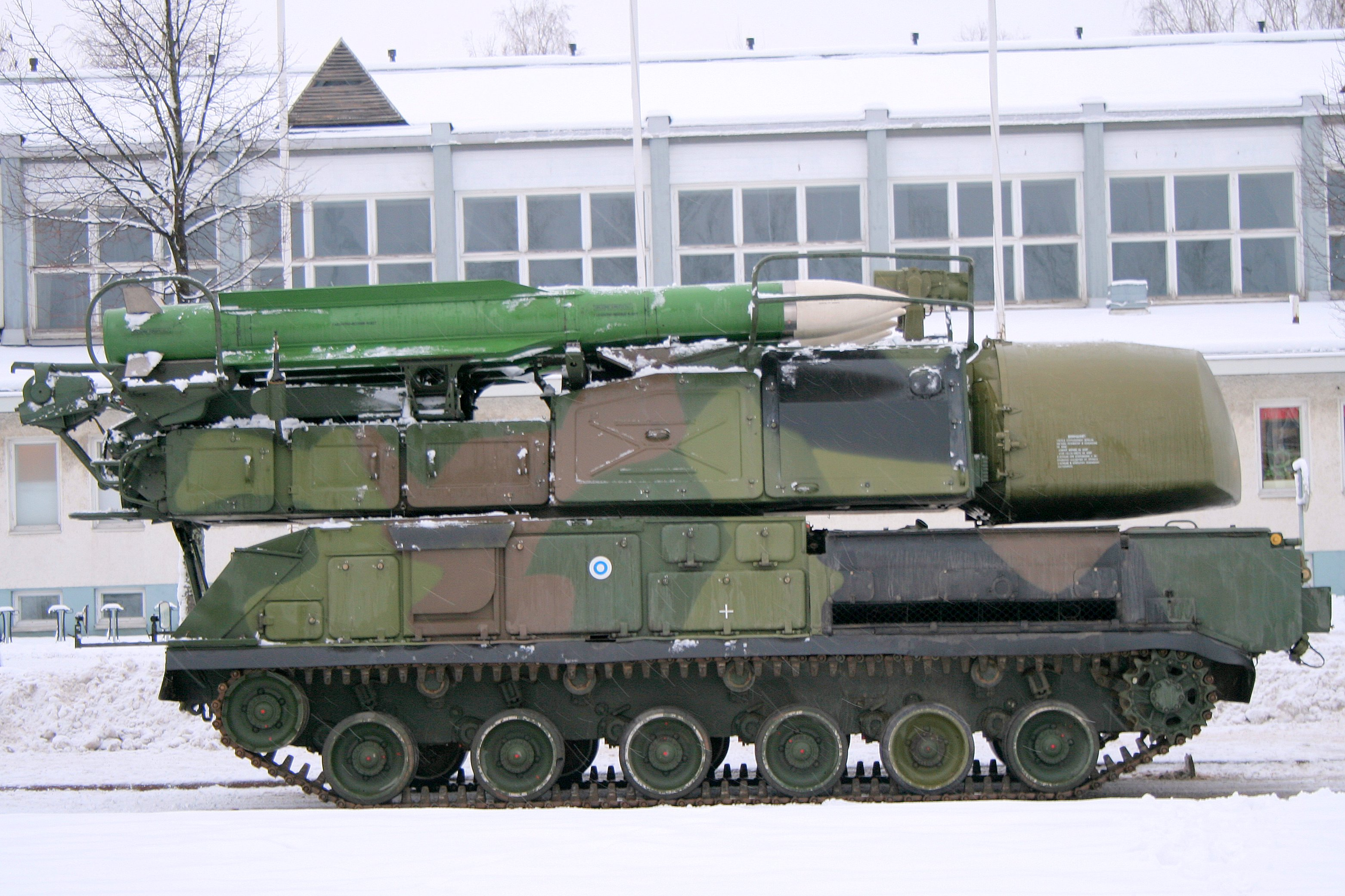
Finn BUK M1-es.

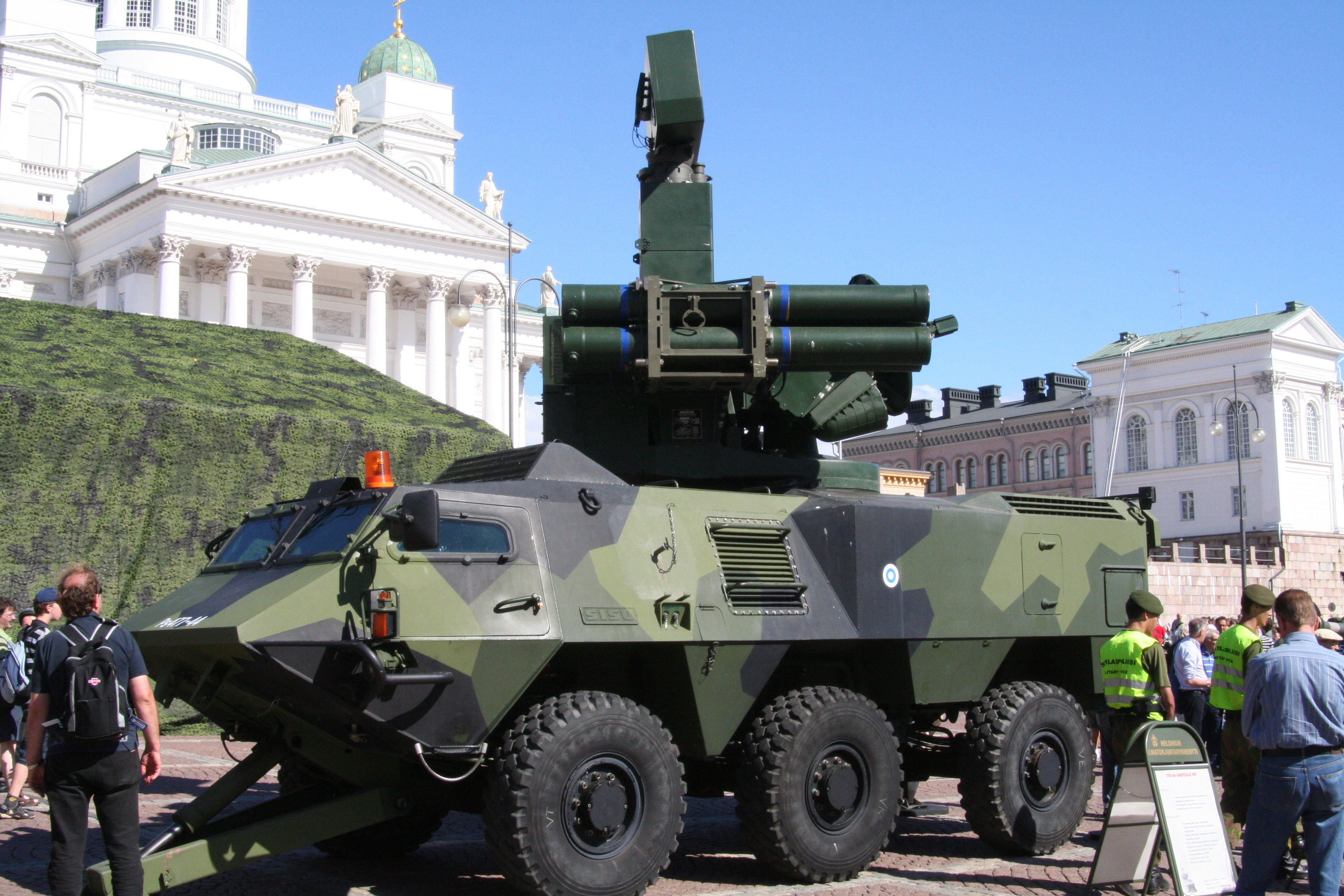
Finn Crotale AA komplexum Sisu harcjárművön.

Légvédelmi eszközök
- Crotale AA
- 35 mm-es svájci Oerlikon
- ZU–23–2
- Igla-M
- RBS 70

Tüzérségi lövegek
- 22 db M270 MLRS (Hollandiától)
- 122 mm-es, 130 mm-es, 152 mm-es, 155 mm-es vontatott
- 90 db 122 mm-es, 155 mm-es önjáró
- 81 mm-es, 120 mm-es aknavetők

Páncéltörő fegyverek
- Euro-Spike
- BGM–71F TOW 2B
- 9M113 Konkursz
- APILAS
- M72 LAW

## Légierő

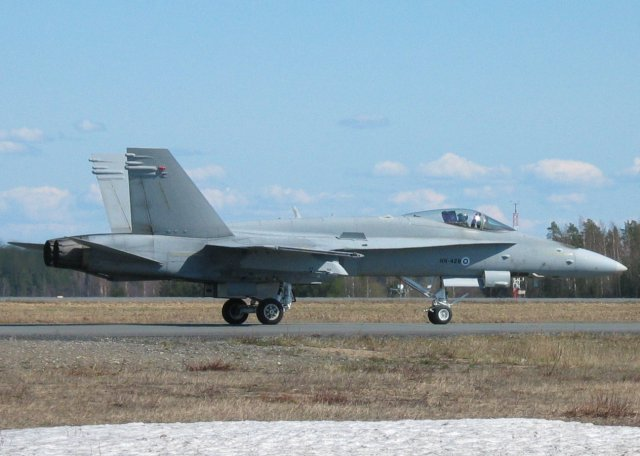
A Finn Légierő HN–428 lajstromú F–18C-je (itt még csak vadász-feladatkörű)

Állománya: 2700 fő, repülési idő: 120 óra

### Szervezete
- 3 légi parancsnokság
- harci repülőgép
- 3 közvetlen támogató század
- vegyes (vadászkiképző)
- 1 szállító század

### Fegyverzete
Repülők, helikopterek
- 64 db F/A–18 Hornet:
  - 57 db együléses C (HN–401 – 457)
  - 7 db kétüléses D (HN–461 – 467)

Két gép megsemmisült légibalesetben: a HN–430 2001. november 8-án és a HN–438 2006. május 4-én. Mindkét pilóta sikeresen katapultált.
- 51 db BAE Hawk

## Haditengerészet

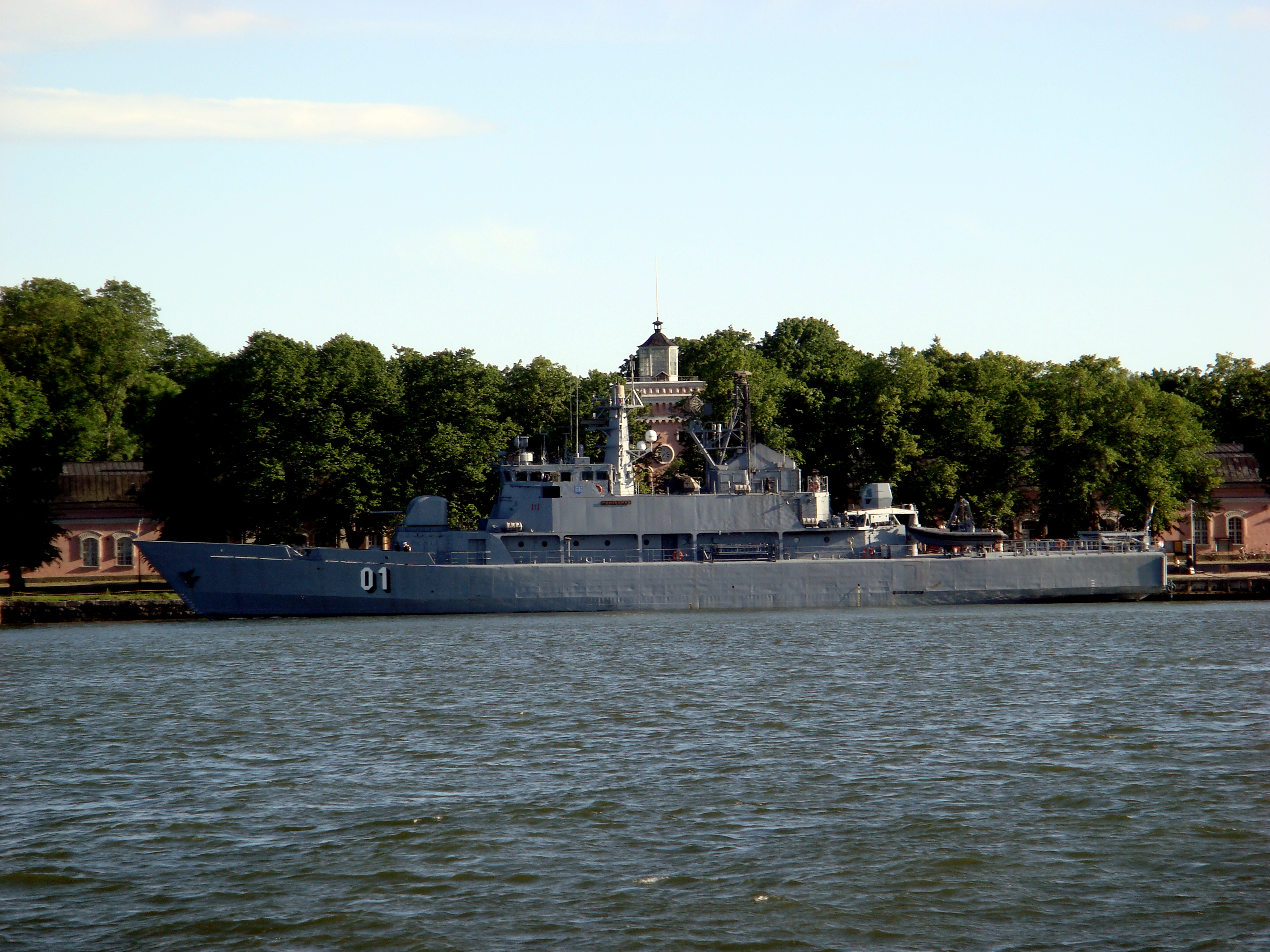
FNS Pohjanmaa, a Finn Haditengerészet zászlóshajója

Állománya: 5600 fő

### Fegyverzete
Hajóállomány
- 66 hajó összesen
- 9 db őr- és partvédelmi hajó
- 19 db aknarakó, aknaszedő hajó
- 3 db deszanthajó
- 35 db vegyes feladatú